# Breguet 5
O Breguet Bre.5 e seus derivados Bre.6 e Bre.12 foram modelos de aviões biplanos monomotores de escolta de bombardeiros produzidos pela Breguet e utilizados pela França na Primeira Guerra Mundial.

## Especificações (Bre.5Ca.2)
Dados de: Angelucci, Taylor, WAIF.
Descrições gerais
- Tripulação: 2 - piloto e artilheiro
- Comprimento: 9,90 m (32 ft)
- Envergadura: 17,50 m (57 ft)
- Altura: 3,90 m (13 ft)
- Área alar: 57,7 m² (621 ft²)
- Peso vazio: 1 347 kg (2 970 lb)
- Peso bruto (carregado): 1 886 kg (4 160 lb)

Motorização
- Número de motores: 1x
- Tipo do motor: Motor a pistão
- Fabricante/modelo: Renault 12Fb
- Potência por motor: 220 hp (164 kW)

Performance
- Velocidade máxima: 136 km/h (84,5 mph)
- Alcance: 700 km (435 mi)
- Autonomia: 6,1/4 hs
- Razão de subida: 1,2 m/s
- Tecto de serviço: 4 300 m (14 100 ft)

Armamentos
- Metralhadoras/canhões: 1x canhão Hotchkiss de 37 mm (1,46 in)